# Baxter Estates
Baxter Estates es una villa ubicada en el condado de Nassau en el estado estadounidense de Nueva York. En el año 2000 tenía una población de 1.006 habitantes y una densidad poblacional de 2.152,3 personas por km². Baxter Estates se encuentra dentro del pueblo de North Hempstead.

## Geografía
Baxter Estates se encuentra ubicada en las coordenadas 40°50′2″N 73°41′43″O / 40.83389, -73.69528. Según la Oficina del Censo, la ciudad tiene un área total de 0,5 km² (0,2 mi²), de la cual 0,5 km² (0,2 mi²) es tierra y 0 km² (0 mi²) (0%) es agua.

## Demografía
Según la Oficina del Censo en 2000 los ingresos medios por hogar en la localidad eran de $84,592, y los ingresos medios por familia eran $111,074. Los hombres tenían unos ingresos medios de $56,250 frente a los $51,250 para las mujeres. La renta per cápita para la localidad era de $44,718. Alrededor del 4.7% de la población estaban por debajo del umbral de pobreza.